# Chiesa dei Santi Pietro e Lucia
L'antica chiesa parrocchiale dei Santi Pietro e Lucia è un edificio religioso che si trova a San Pietro, frazione di Stabio, in Canton Ticino.

## Storia

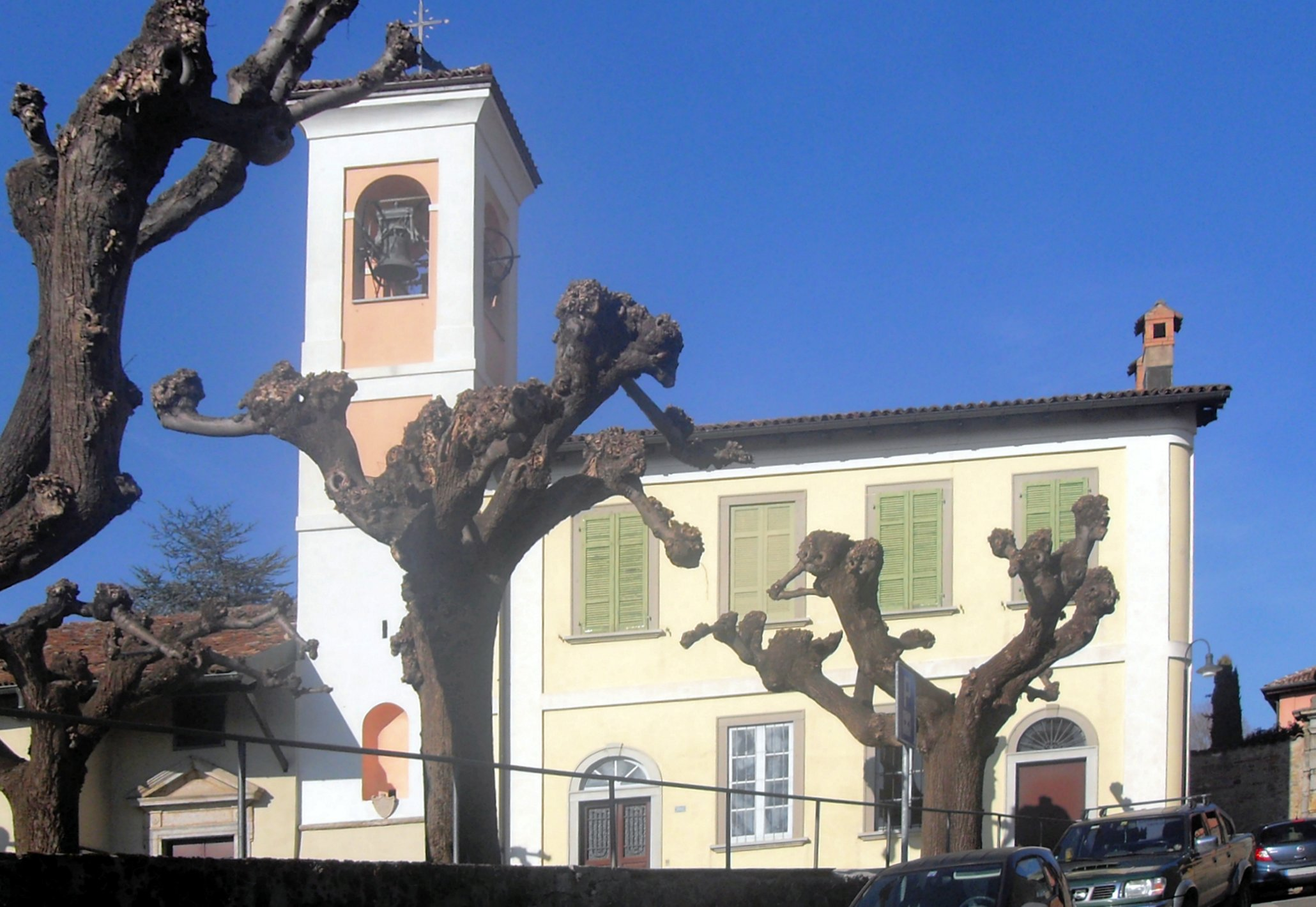
La chiesa dei Santi Pietro e Lucia a Stabio,

Benché l'origine della struttura sia molto antica, forse del VII secolo, viene citata per la prima volta in documenti storici risalenti al 1275. Su questo luogo recenti scavi archeologici hanno portato alla luce le fondamenta della precedente Chiesa dei Santi Abbondio e Carpoforo, citata nel 1104 e successivamente demolita. Nel XVIII secolo venne costruito il coro e nel 1896 vennero aggiunte le due navate laterali.

## Descrizione
La chiesa ha una pianta a tre navate: quella centrale è sovrastata da una volta a botte mentre le due laterali da una volta a vela. Il coro invece ha un soffitto a cupola.